# 野田海人
野田 海人（のだ かいと、2005年3月18日 - ）は、福岡県大牟田市出身のプロ野球選手（捕手・育成選手）。右投右打。埼玉西武ライオンズ所属。

## 経歴

### プロ入り前
小学校4年生から軟式野球を始め、中学時代は高田ファイターズに所属。
九州国際大学附属高等学校では、捕手兼投手として硬式野球部に所属。3年春に出場した選抜大会ではベスト8、3年夏に出場した全国高等学校野球選手権大会ではベスト16だった。2021 WBSC U-18ワールドカップの日本代表に選出され、銅メダルだった。
2022年10月20日に行われたプロ野球ドラフト会議では埼玉西武ライオンズから3位指名を受け、11月9日に契約金3500万円、年俸600万円で仮契約を結んだ。背番号は38。担当スカウトは岳野竜也。

### プロ入り後
2023年・2024年はともに一軍出場がなく、2024年10月2日に両膝の手術（脛骨粗面骨片切除術）を受けた。10月28日に育成選手として再契約を前提として戦力外通告を受けたことが発表され、11月25日に育成選手として再契約した。背番号は113に変更された。

## 選手としての特徴・人物
高校通算15本塁打。遠投110m。投手としては146km/hの直球を投げていた。

## 詳細情報

### 背番号
- 38（2023年[4] - 2024年）
- 113（2025年[9] - ）

### 代表歴
- 2021 WBSC U-18ワールドカップ